# Telesforo Álvarez Quevedo
Telesforo Álvarez Quevedo   (Reinosa, 5 de gener de 1881 - valor desconegut) fou un futbolista espanyol de la dècada de 1900.
Jugava de defensa. Destacava per una gran corpulència i molta agilitat.
Fou un dels pioners del RCD Espanyol. Jugà al club entre 1900 i 1903, essent, a més, vocal a la primera junta espanyolista. A continuació defensà els colors del Madrid CF entre 1903 i 1905. El seu germà José Álvarez Quevedo també fou futbolista.

## Palmarès
- Campionat de Catalunya de futbol:
  - 1902-03